# Édouard Deldevez
Édouard-Marie-Ernest Deldevez, francoski skladatelj, dirigent in violinist, *31. maj 1817, Pariz, Francija, † 6. november 1897, Pariz, Francija.
Kot dirigent je deloval v pariški Komični operi. Pisal je opere, komorno glasbo, rekviem, najbolj pa je poznan po baletu Paquita (1846). Leta 1881 ga je predelal Ludwig Minkus.